# Stefano Gobbi
Stefano Gobbi (* 22. März 1930 in Dongo, Provinz Como, Italien; † 29. Juni 2011 in Mailand) war ein römisch-katholischer Geistlicher und Gründer der Marianischen Priesterbewegung.

## Leben
Stefano Gobbi war Mitglied der Gesellschaft vom Heiligen Paulus, eines der ersten Päpstlichen Säkularinstitute, das 1920 durch den Mailänder Erzbischof Andrea Carlo Ferrari gegründet wurde. Gobbi war zunächst Versicherungsmanager in Mailand und empfing 1964 die Priesterweihe. Er wurde an der Päpstlichen Lateranuniversität in Rom in Theologie promoviert.
1972 gründete er die Marianische Priesterbewegung (MPB), eine katholische Vereinigung von Priestern mit dem Ziel, die Offenbarung von Fatima umzusetzen. Der Vereinigung gehören nach eigenen Angaben (Stand 2011) ungefähr 400 Bischöfe und 150 000 Priester an.
Sein Werk Libro azul („Das blaue Buch“, in Deutschland publiziert unter dem Titel An die Priester, die vielgeliebten Söhne der Muttergottes) mit seinen Äußerungen zur Jungfrau Maria, das erstmals 1973 erschien, war Grundlage für sein Wirken.